# Tunnel de Las Planas
Le tunnel de Las Planas est un tunnel autoroutier situé dans les Alpes-Maritimes à Nice. Il permet de faire passer l'autoroute A8.

## Caractéristiques
Le terminus du tramway est situé au-dessus.